# Вишневе (Пологівський район)
Вишне́ве — село в Україні, у Малинівській сільській громаді Пологівського району Запорізької області. Населення становить 40 осіб. До 2018 року орган місцевого самоврядування — Новозлатопільська сільська рада.

## Географія
Село Вишневе розташоване за 130 км від обласного центру, 53 км від районного центру та за 2 км від лівого берега річки Солона. Найближчі сусідні села: Степове (1,5 км) та Новозлатопіль (3,5 км). Селом тече пересихаючий струмок із загатами.

## Історія
12 червня 2020 року, відповідно до розпорядження Кабінету Міністрів України від № 713-р «Про визначення адміністративних центрів та затвердження територій територіальних громад Запорізької області», село увійшло до складу Малинівської сільської громади.
19 липня 2020 року, в результаті адміністративно-територіальної реформи та ліквідації Гуляйпільського району, село увійшло до складу Пологівського району.

## Населення
За переписом УРСР 1989 року чисельність наявного населення села становила 55 осіб, з яких 25 чоловіків та 30 жінок.
За переписом населення України 2001 року в селі мешкало 40 осіб.

## Мова
Розподіл населення за рідною мовою за даними перепису 2001 року:
| Мова       | Відсоток |
| ---------- | -------- |
| українська | 95 %     |
| російська  | 5 %      |

## Персоналії
В селі народився Деркач Григорій Іларіонович — хімік, академік АН УРСР.
Біля села у травні 2022 року загинув Станіслав Геннадійович Бєлік — солдат Збройних сил України, учасник російсько-української війни.